# Bellvís
Bellvís è un comune spagnolo di 2 101 abitanti situato nella comunità autonoma della Catalogna.